# Климушино (Сямженский район)
Климушино — деревня в Сямженском районе Вологодской области.
Входит в состав Коробицынского сельского поселения, с точки зрения административно-территориального деления — в Голузинский сельсовет.
Расстояние до центра муниципального образования Георгиевской по прямой — 12 км. Ближайшие населённые пункты — Пирогово, Голузино, Ездунья.
По переписи 2002 года население — 39 человек (19 мужчин, 20 женщин). Всё население — русские.